# David Rodriguez (militare)
David Mitchell Rodriguez (West Chester, 23 maggio 1954) è un generale statunitense.
Dal 12 settembre 2011 Rodriguez è comandante del U.S. Army Forces Command. Dal 12 ottobre 2009 a novembre 2011 è stato comandante del International Security Assistance Force Joint Command (IJC) e dal marzo 2010 all'11 luglio 2011 vicecomandante di tutte le forze statunitensi in Afghanistan (USFOR-A).